# Termitière

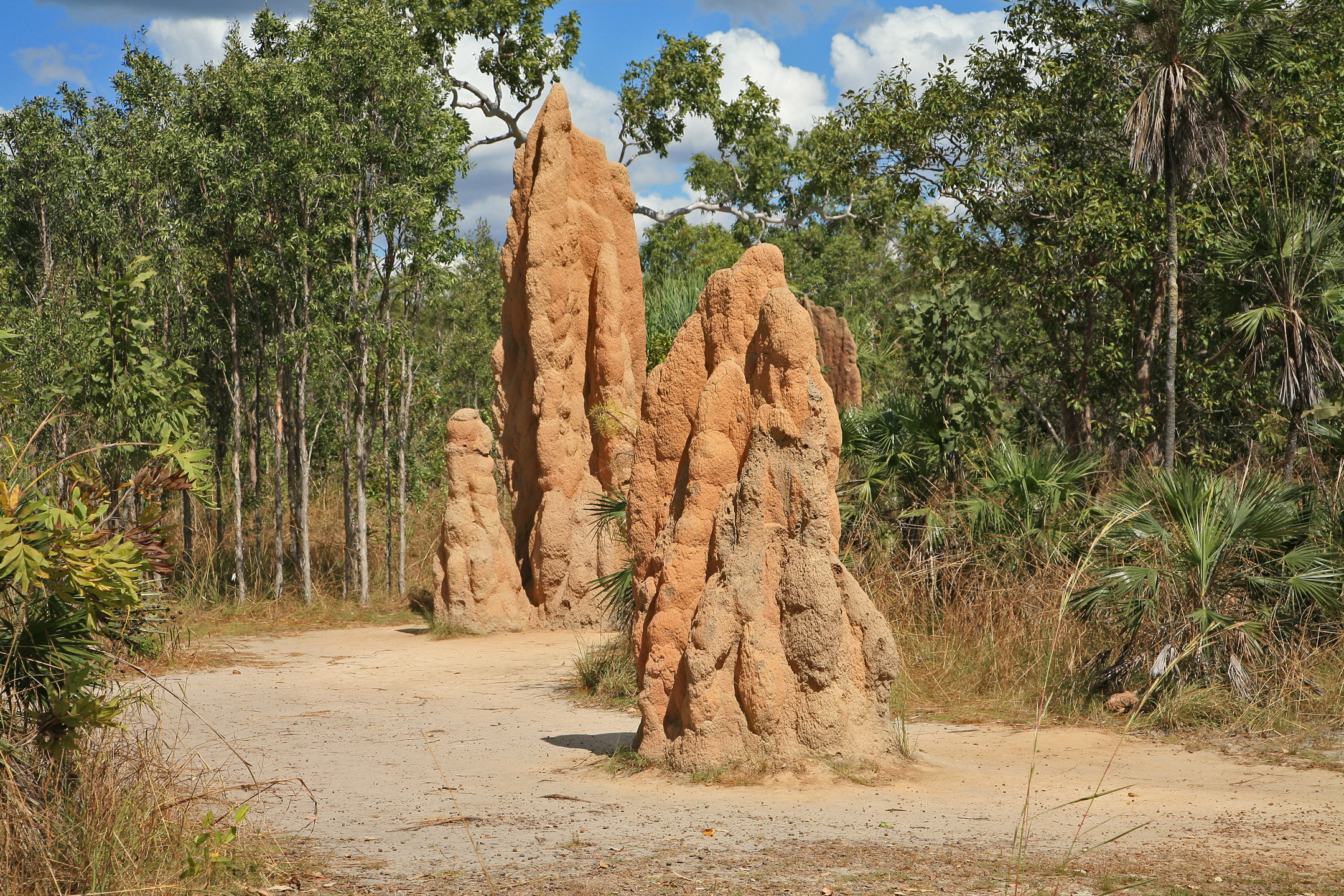
Les colonies de termite boussole construisent des termitières géantes épigées en utilisant le champ magnétique terrestre. Elles sont constituées de vastes monticules normalement aplatis sur les côtés orientés à l'est et à l'ouest et rétrécis au sommet pour former une crête. Cette orientation magnétique permet d'exposer la plus grande partie de la termitière au soleil levant et au couchant, tandis que le nid offre moins de surface au soleil à la mi-journée, évitant sa surchauffe. Cette disposition participe, avec le système de ventilation interne, à la thermorégulation assez efficace de la termitière.

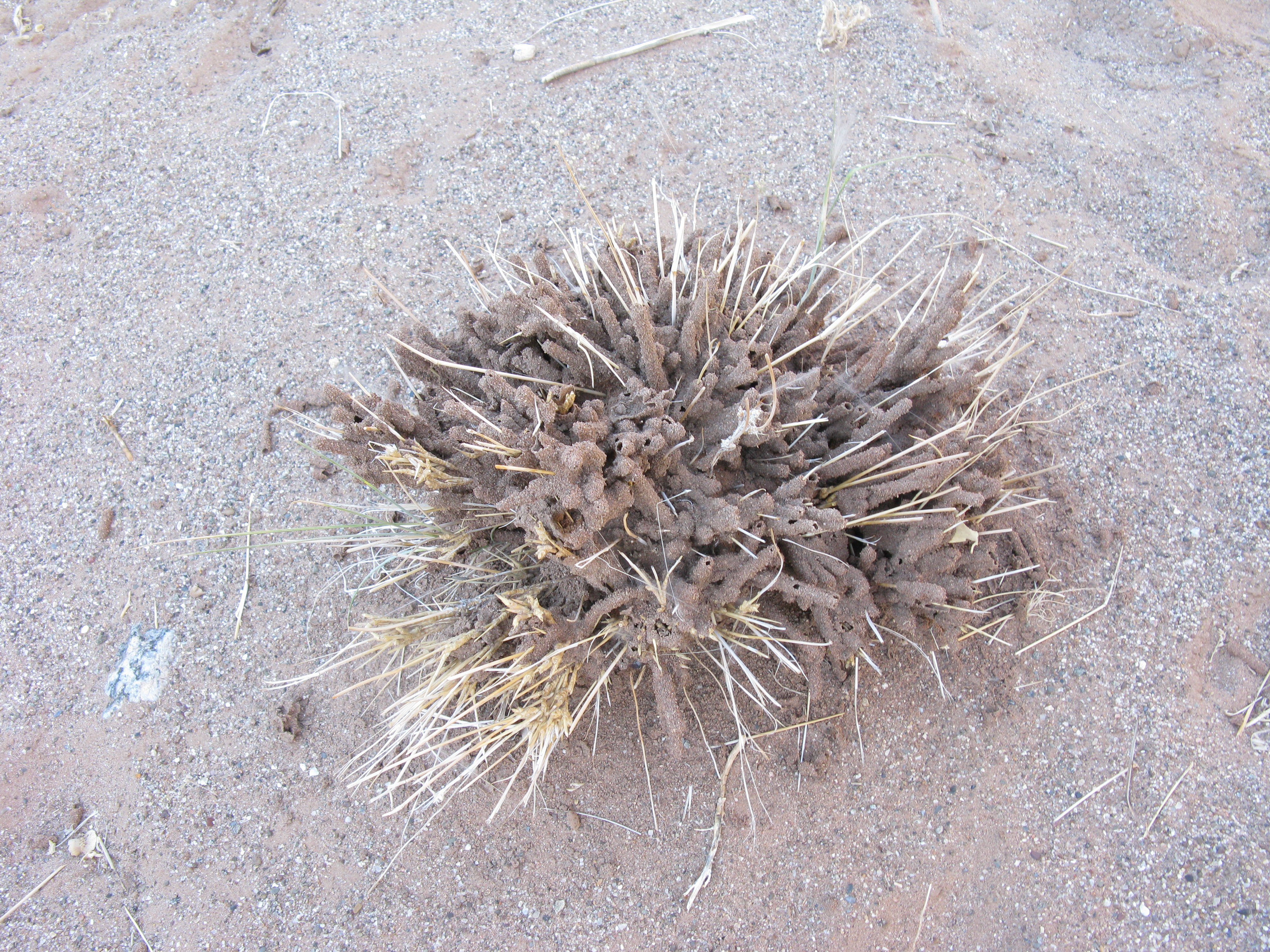
Les termites du genre ' construisent des nids hypogés invisibles mais dont l'activité pédologique est trahie par les rejets de terre (mélangés à la salive et aux excréments de ces insectes, ils cimentent les tiges de la plante) qui jouent un rôle agroécosystémique important. À Saria ou à Gonse (Burkina Faso), les études donnent des chiffres éloquents : 1300 édifices/ha soit 3 tonnes de terre remontée/an ou encore 3 à 5 kg de rejet/m^{2}/an. L'action de la faune termitique est ainsi un facteur primordial de l'équilibre des sols forestiers équatoriaux.

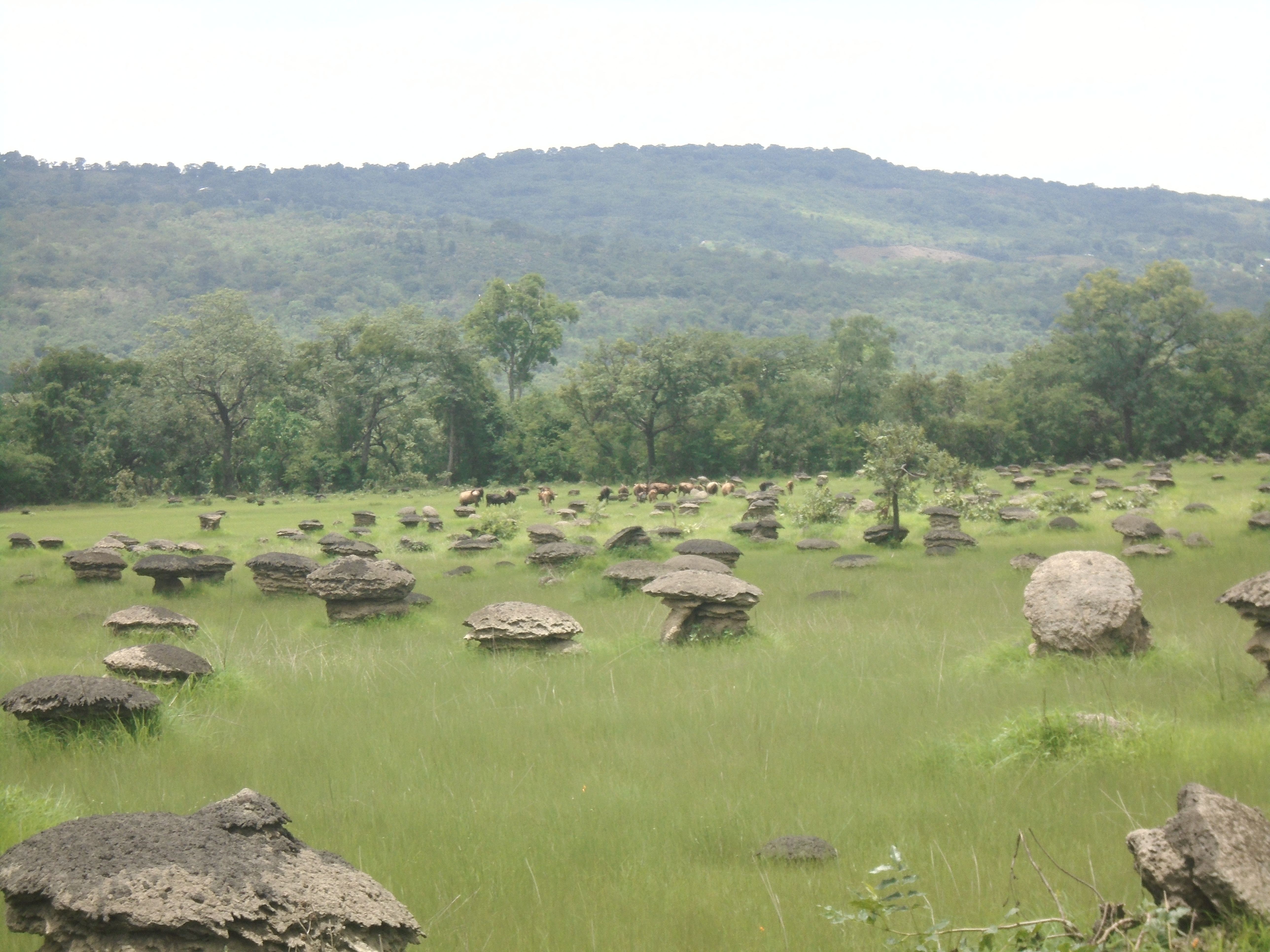
Des termitières parapluie du genre '. Ces vieilles termitières abandonnées déterminent le relief typique des grandes zones de savane herbeuse.

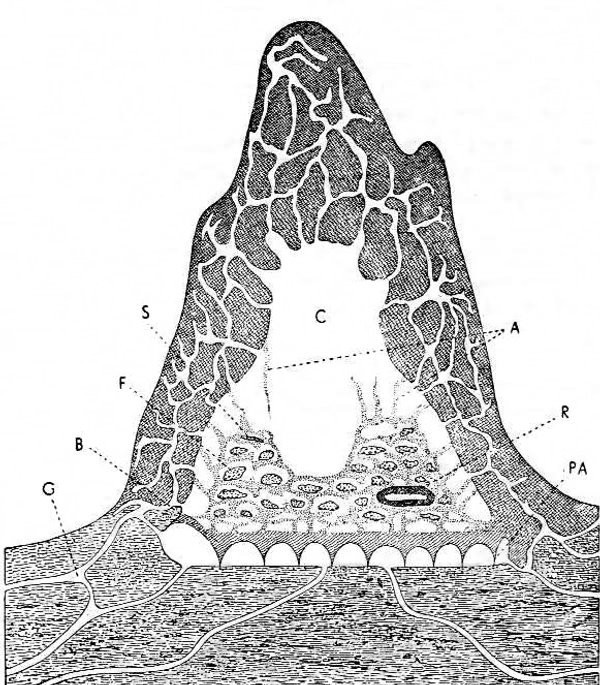
Structure du nid de '.
A : trabécules ; B : plancher ; C : habitacle ; F: chambre à meules à champignons ; G : galerie souterraine ; PA : piliers argileux ; R : loge royale ; S : chambre à sciure.

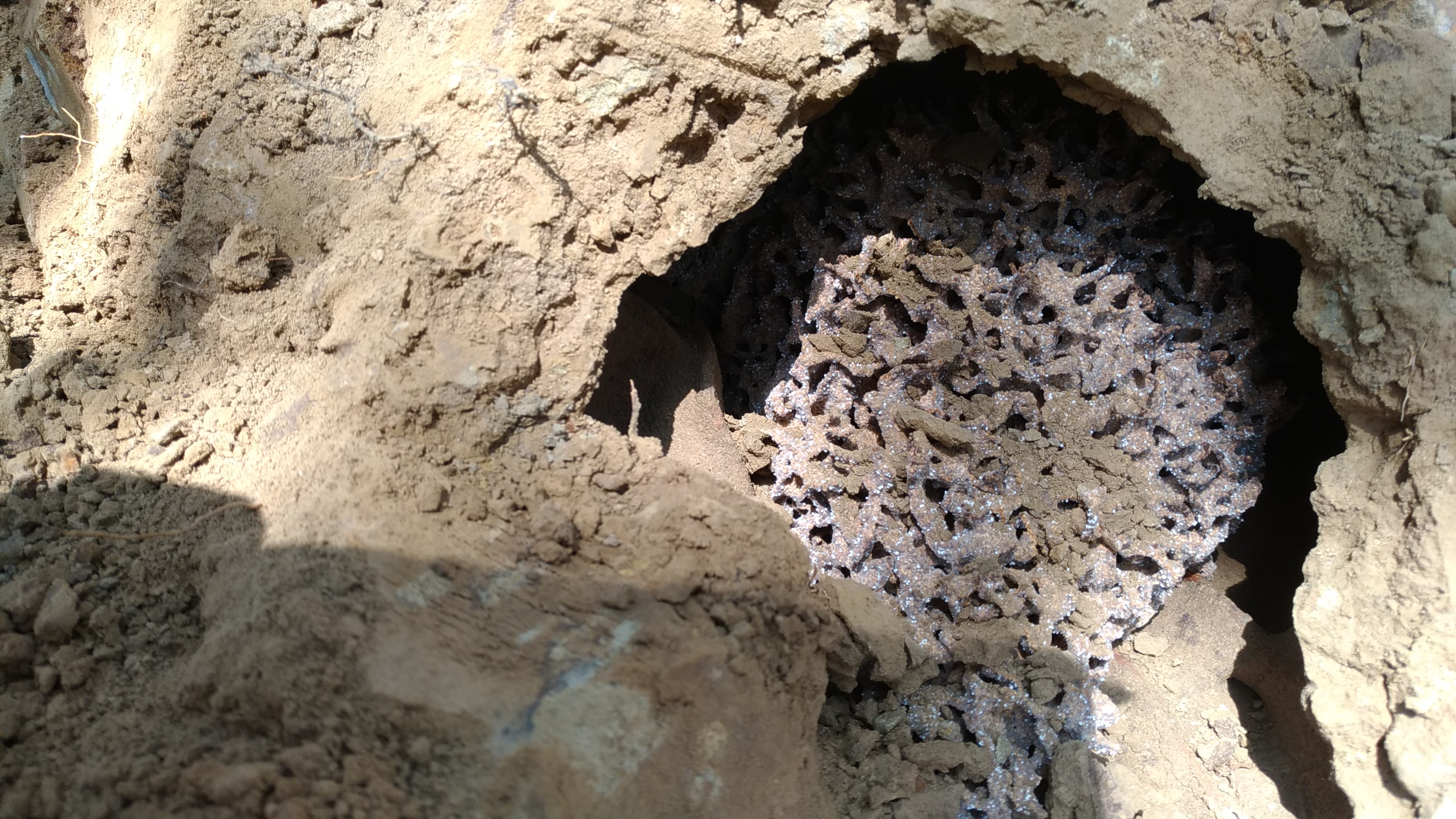
La muraille de la termitière puis l'idiothèque ôtées permettent d'observer l'habitacle ovoïde qui peut atteindre 1 mètre de hauteur pour 1,20 mètre de diamètre. Sa périphérie est constituée d'un système de galeries reliant les chambres à meules superposées, isolé du sol environnant par un espace vide appelé paraécie.

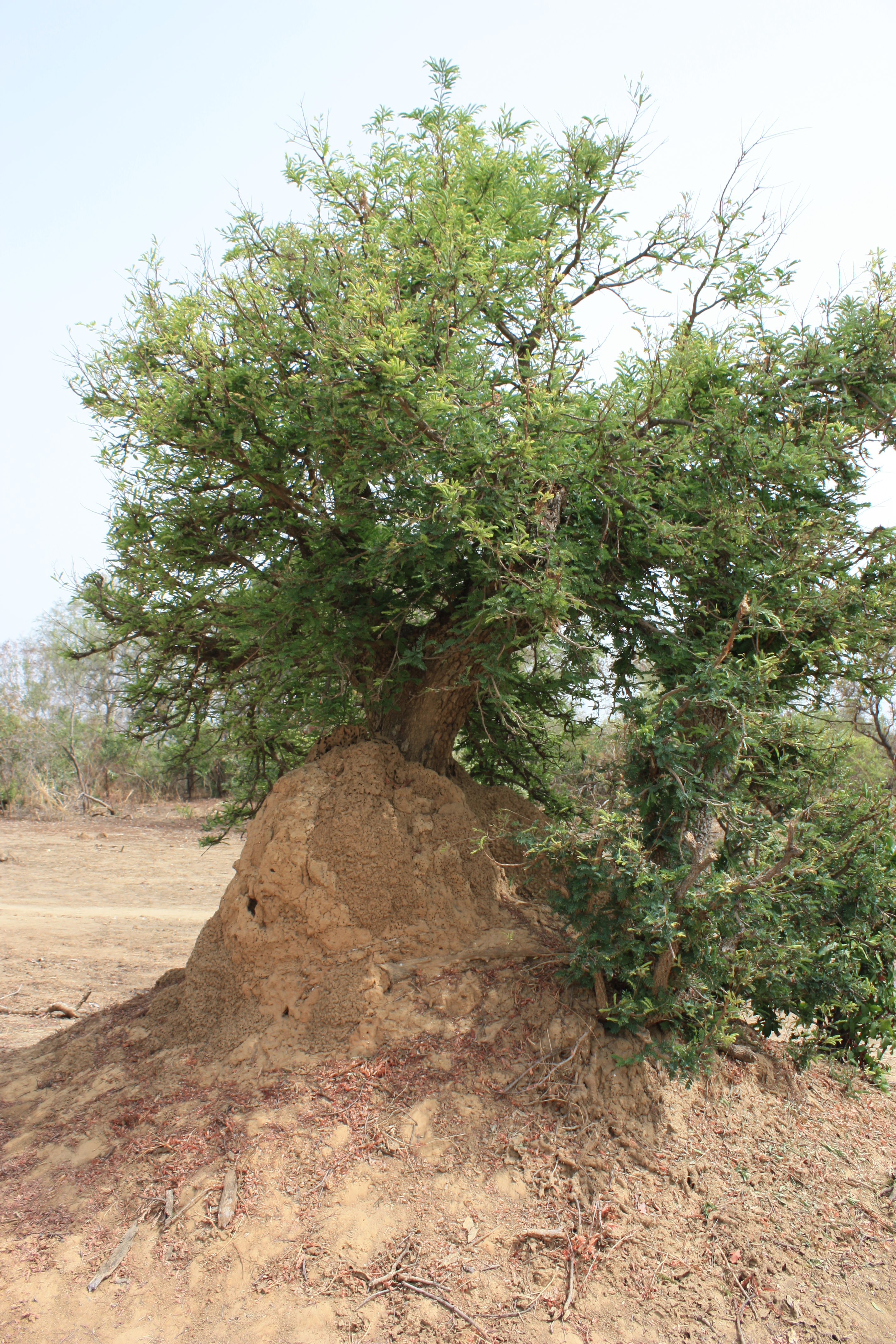
Un tamarinier juché sur une termitière qui lui a indiqué la présence d'eau à quelque profondeur, ses galeries souterraines pouvant atteindre la nappe phréatique. Ces insectes sont ainsi parfois à l'origine des seuls endroits boisés de la « savane à termitières ».

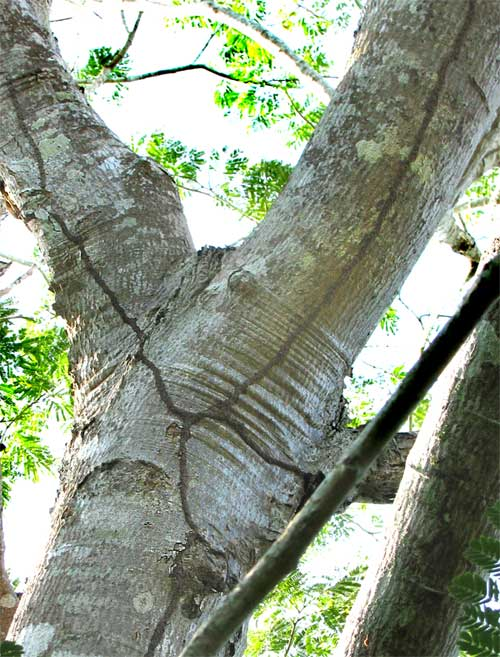
À partir du nid, les termites peuvent construire en surface des galeries-tunnels, appelés cordonnets.

Une termitière est une structure biogénique (fabriqué par le vivant) qui constitue la partie aérienne du nid des nombreuses espèces de termites qui édifient de nombreux types aux formes, aux tailles et aux structures très variées.
Ces insectes sociaux sont des espèces ingénieures qui ont la capacité, en construisant leurs termitières, de créer un habitat favorable à de nombreux autres organismes vivants. Véritables réservoirs de biodiversité, ces structures rendent de nombreux autres services écosystémiques.

## Types de termitières
La termitière peut être endogée (dite aussi hypogée — du grec hupo, « dessous » et gé, « terre » —, c'est-à-dire souterraine) ou épigée (au-dessus du sol, la termitière gardant cependant une partie endogée). Dans ce dernier cas, les entomologistes ont recensé de nombreux types aux formes, aux tailles (de quelques centimètres jusqu'à 7 mètres) et aux structures très variées : nid arboricole cartonné (il évoque certains nids de frelons de type cartonneux, ce matériau participant à la résistance de la termitière aux vents, aux pluies des zones tropicales et à la chaleur du soleil au sommet de la canopée) qui peut être suspendu verticalement, accolé au tronc des arbres, ou former un bourrelet sur les grosses branches ; simple monticule conique plus ou moins régulier ; termitière-cathédrale qui se rencontre dans les régions désertiques et sahéliennes sèches, pouvant atteindre chez les termites champignonnistes (en) 7 m de haut (exceptionnellement jusqu'à 8 m en Afrique), et leur diamètre à la base, jusqu'à 30 m (leurs formes évoquent des tourelles surmontées de pinacles que l'imagination populaire a assimilées aux clochetons des cathédrales) ; termitière-champignon ou parapluie qui s'observe surtout en savane humide ou dans la zone équatoriale (colonne trapue terminée en dôme, colonne simple ou plusieurs colonnes coalescentes qui servent à protéger les colonies contre les pluies)…
L'activité pédologique de la faune termitique se traduit parfois par l'existence de termitières qui se couvrent de végétaux, et il arrive que les termites coexistent avec les arbres qui y poussent.

## Fossiles
De nombreux fossiles de termites conservés dans l'ambre du Crétacé inférieur (−145 à −105 MMa) ont été découverts. La diversité des taxons à cette époque est telle que les chercheurs suggèrent que cet insecte était déjà présent au Jurassique (−201,3 à −145 Ma). Le plus vieil ichnofossile de nid de termites découvert dans l'ouest du Texas daterait du Crétacé supérieur (100,5 à 66 Ma). Le plus vieil ichnofossile de nid de termites champignonnistes découvert en Tanzanie daterait de l'Oligocène (- 25 Ma).

## Structure: construction et architecture
Les structures les plus complexes sont les termitières cathédrales chez les Macrotermitinae ont une architecture très variée : nids sans habitacle ou avec habitacle individualisé, avec ou sans idiothèque, avec ou sans paraécie. L'habitacle ou endoécie (du grec endo, « à l'intérieur », et oikos, « maison ») est une grande cavité centrale, à l'intérieur de laquelle sont assemblées l'essentiel de la population avec la cellule royale (abritant la reine et le mâle fondateur) et les chambres d'élevage du couvain. Il est découpé en loges et alvéoles séparées par de minces cloisons cimentées par de l'argile fine, les chambres à meules à champignons et les chambres à sciure de bois formant une couche de 30 à 40 cm d'épaisseur autour de l'habitacle qui est protégé par une enveloppe, l'idiothèque, lame d'argile d'environ 3 à 5 mm d'épaisseur. L'habitacle peut reposer sur un socle supporté par des piliers coniques qui isolent l'épais plancher argileux du sol environnant grâce à un espace libre appelé paraécie (du grec oara, « à côté », et oikos, « maison »). Des arches argileuses, appelées trabécules, peuvent traverser la paraécie et relier le nid à la muraille. Partant de ce nid, rayonne un réseau dense de galeries souterraines, constituant la périécie (du grec peri, « à l'extérieur », et oikos, « maison ») qui met le nid en relation avec les aliments et les matériaux de construction. Les ouvriers, accompagnés par des petits soldats, sillonnent les alentours sur un hectare environ chez l'espèce Macrotermes bellicosus (en), en quête de nourriture et de matériaux.

## Fonctions

### Régulations homéostasiques
La structure des termitières, construite et entretenue par les termites, est conçue pour plusieurs régulations homéostasiques :  maintien d'une température et hygrométrie optimales pour le nid, apports en oxygène et rejets de gaz carbonique, grâce à un système complexe de cheminées, de chambres et de conduits d'aération qui assurent une ventilation passive. Les termites régularisent la ventilation en rétrécissant ou en élargissant ces conduites. 

### Des modèles de thermorégulation encore incomplets
Une opinion courante veut que les structures construites par les termites (notamment champignonnistes) assureraient une thermorégulation efficace, en évitant de trop grandes fluctuations de températures. 
Le premier mécanisme pour expliquer ce fonctionnement est le modèle du thermosiphon proposé par Martin Lüscher en 1961, dans lequel le mont est le siège d'une convection thermique induite par le différentiel de température entre le haut et le bas du nid. Ce modèle est censé s'appliquer aux monts à cheminée close : l'air chaud issu du métabolisme de la colonie et des champignons (près de 100 watts) remontent par la cheminée centrale close, est refroidi, via l'évaporation de vapeur d'eau issue de la salive dont les termites ouvrières imprègnent les parois, par des échanges de chaleur avec la muraille poreuse, notamment au niveau des crêtes des termitières cathédrales. La densité plus élevée de l'air rafraîchi le fait alors redescendre vers le bas par les conduits de ventilation, dans des espaces ouverts sous le nid et éventuellement à travers le nid à nouveau.
Le deuxième modèle est connu des biologistes sous le nom de flux induit ou forcé par une force extérieure (le vent), mais il est probablement mieux connu des architectes et des ingénieurs sous le nom d'effet cheminée,. Il est censé s'appliquer aux monticules à cheminée ouverte. Le flux provient de l'effet Venturi induit par le fait que les larges ouvertures situées au sommet du mont sont exposés à des courants d'air plus élevés que les petites ouvertures situées au bas du mont. Cette convection forcée entraîne une dépression qui aspire de l'air frais par les ouvertures situées au niveau du sol. Contrairement au modèle précédent, l'air chaud est évacué unidirectionellement par la cheminée centrale.
Plusieurs études ont depuis remis en cause l'efficacité de cette thermorégulation chez plusieurs espèces de termites soumises au principe d'allocation des ressources qui reflète l'existence de compromis évolutifs entre différents traits biologiques (régulation de la température mais aussi de l'hygrométrie pour éviter la dessiccation, renouvellement de l'air pour évacuer le CO2 toxique et régulation de la concentration d'O2 dont la demande varie beaucoup en fonction de la taille de la colonie). Sur la base de ces études, Turner & Soar proposent en 2008 un modèle qui prend en compte le système complexe de ventilation naturelle au sein des termitières comparées au système respiratoire des vertébrés. Près de la surface, les zones du nid exposées au vent sont soumises à un flux induit (d'où leur assimilation à une trachée artère). Plus en profondeur, les zones du nid sont soumises à une combinaison de flux induit et de convection thermique (d'où leur assimilation aux bronchioles et aux bronches des poumons). Dans le cœur du nid où vit la colonie, prédomine la diffusion thermique (d'où l'assimilation de ces zones à des alvéoles pulmonaires). Le fonctionnement des colonies reste encore mal connu en raison de ces régulations homéostasiques conditionnées par des processus polyphasés complexes.

### Habitat
Si les termitières peuvent être détruites par des prédateurs spécialisés (Oryctérope du Cap, Tamanoir termitivores), elles servent surtout d'habitat à une entomofaune (des milliers d'espèces termitophiles), des mammifères (Hérisson d'Algérie, Porc-épic à crête) ou des reptiles (varans, serpents). La désagrégation des monticules lorsque la colonie disparaît, conduit à la formation de cavités et de galeries qui sont autant de refuges pour de nombreux rongeurs opportunistes (mangoustes, écureuils fouisseurs, rats) mais aussi une macrofaune diversifiée (chats sauvages, hyènes, hérissons, renards des sables)

## Services écosystémiques
Les termitières apportent de nombreux services écosystémiques.
Les termites jouent un rôle important en faveur de la biodiversité du sol, jouant un rôle majeur dans le cycle du carbone,, et d'autres éléments. 
Les termitières ont un « pouvoir fertilisant » par ailleurs favorables à une meilleure productivité du sol (sol qui lui-même constitue une grande partie de la termitosphère, sachant que les termitières émergent souvent du sol, et que certaines termites colonisent aussi des arbres. Les termitières forment un compartiment fonctionnel de l'écosystème associé à la rhizosphère et à la drilosphère (en). 

Une termitière humivore est source de richesse organique et minérale, constituant un îlot de fertilité dans les cas étudiés en zone soudano-sahélienne. Elles sont utiles à la bonne conservation de la matière organique du sol en savane, abritant une communauté microbienne à la fois différente de celle du tube digestif des termites et du sol environnant. Elles ont une activité dénitrifiante 18 fois plus élevée que celle du sol local.

On a montré qu'au nord du Cameroun, les termitières de Macrotermes Subhyalinus et d' Odontotermes Magdalenae modifient très positivement les agroécosystèmes, indépendant du découpage du parcellaire et des types d'itinéraires techniques. Les Macrotermes créent dans les sols ferrugineux de piémont des îlots de fertilité où. la production de céréale augmente significativement, probablement en redistribuant des argiles en surface du sol, « en  augmentant la CEC et les teneurs en cations échangeables, tout en favorisant la structuration des horizons superficiels ». Les termitières d' Odontotermes abandonnées laissent un sol dont la macroporosité a été très augmentée, plus oxygéné et aux caractéristiques hydrique et mécanique très différentes, par exemple favorable aux pépinières de muskuwaari et à des chantiers de repiquage plus étalés dans le temps.
Les termitières désaffectées sont une source de matériau argileux utilisé pour la production de céramiques. Dans ce cas le matériau le plus recherché se situe au cœur de la termitière. L’argile traitée par les termites est à la fois particulièrement fine mais aussi naturellement enrichie d’additifs qui assurent un très faible retrait et une cuisson homogène aux pièces céramiques. Les termitières de petites dimensions sont utilisées en totalité, emportées et broyées ;
Le matériau et le sol de termitières, mélangé de végétaux secs (ex paille d'arachide) sont parfois utilisés comme agent fertilisants en maraîchage, par exemple à Yangambi au Zaïre (République du Congo) .
Les termitières peuvent être utilisées en médecine traditionnelle.
La petite chasse dans les termitières (creusage et enfumage des termitières vivantes, piégeage ou inondation de la faune qui loge dans les termitières mortes) est une pratique très répandue chez la quasi-totalité des Africains. Beaucoup plus populaire et généralement moins périlleuse que la grande chasse qui est plutôt une affaire de spécialistes souvent dotés de pouvoirs occultes, elle a un apport modeste au niveau alimentaire. Les termitières sont également un observatoire de choix aussi bien pour le grand chasseur que pour le gibier.
Les termitières géantes d'Afrique créent un microclimat intérieur nécessaire à la culture d’un champignon indispensable à la vie de la colonie. La température intérieure est maintenue à 27 °C, alors que la température extérieure peut avoisiner 0 °C la nuit et dépasser 40 °C en journée. Des architectes bio-inspirés par ces structures ont ainsi conçu des bâtiments climatisés très économes en énergie en reproduisant ce système de ventilation passive. Cette architecture biomimétique est à l'origine de « termitières cathédrales » assimilées à des tours bioclimatiques.

## Galerie

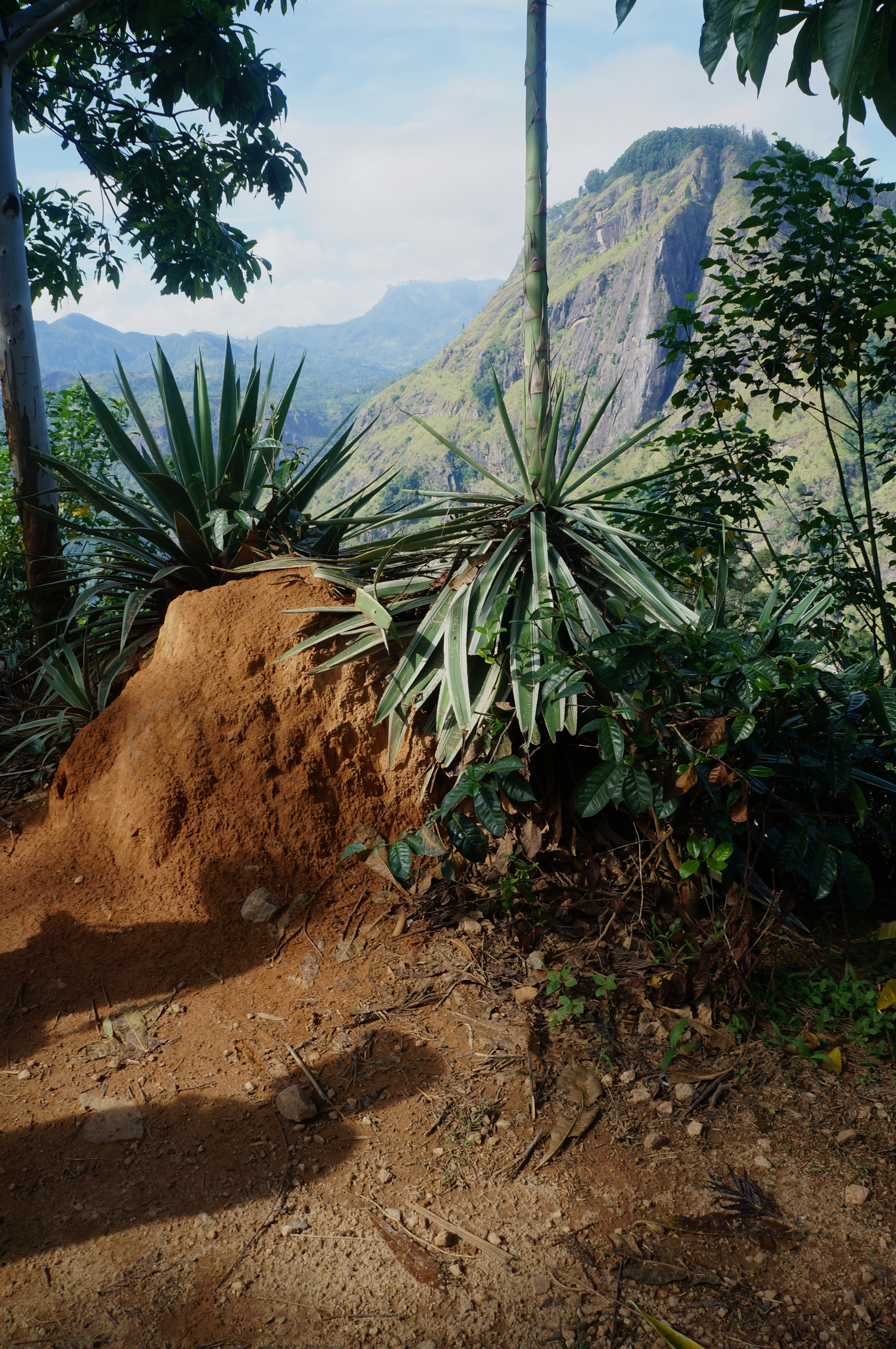
Termitière sur le Mini pic d'Adam, Ella - Sri Lanka.
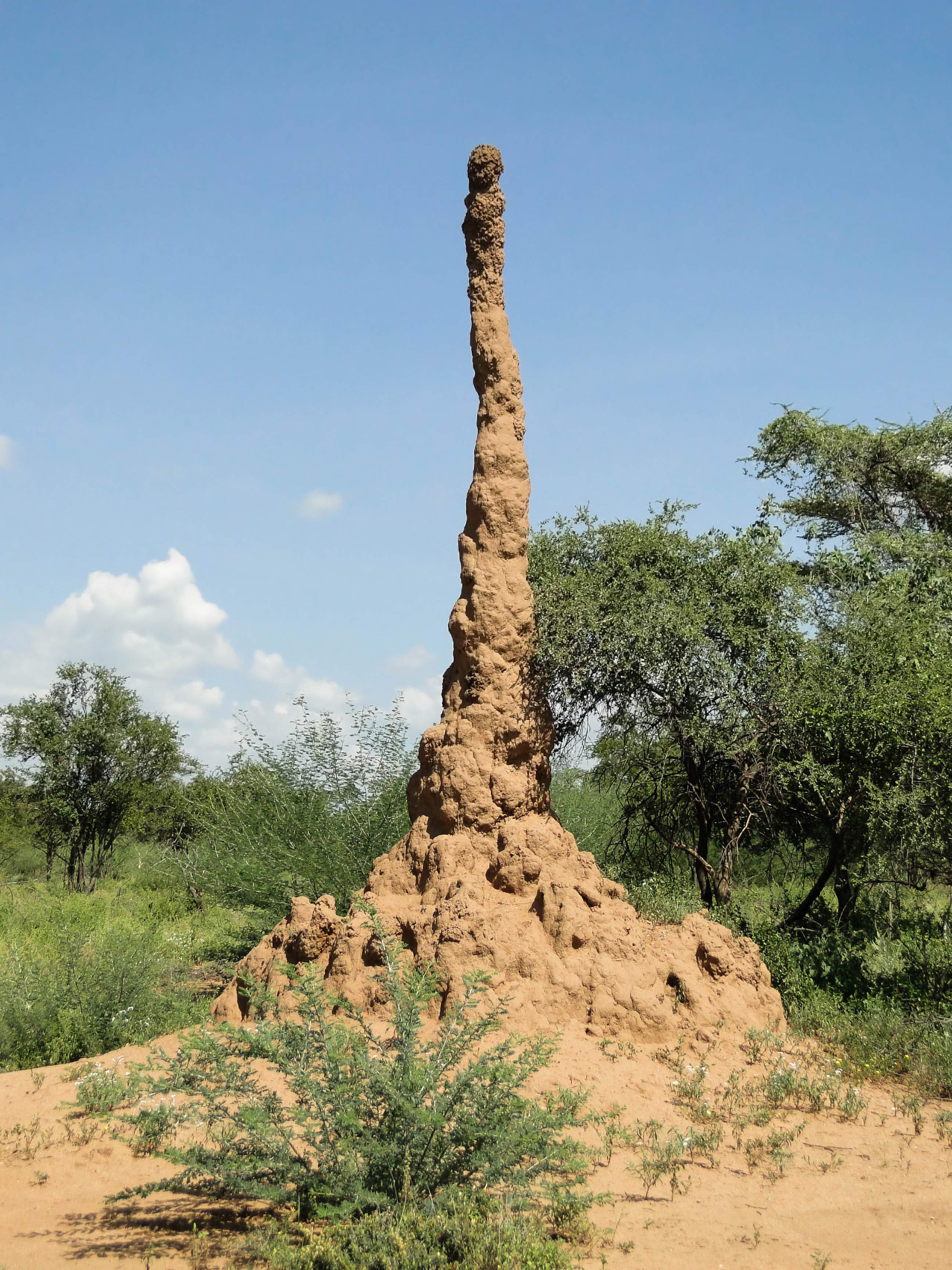
Termitière en Éthiopie.
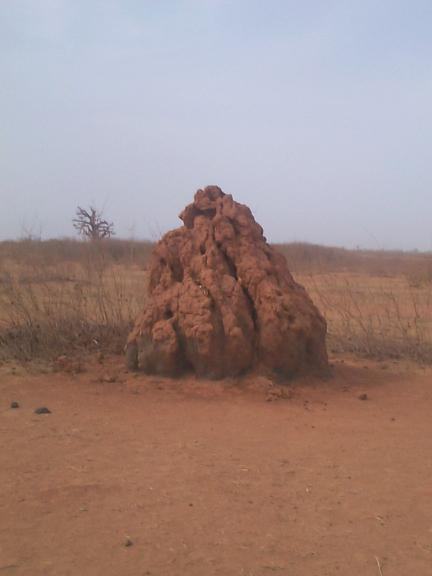
Termitière de la brousse sénégalaise.
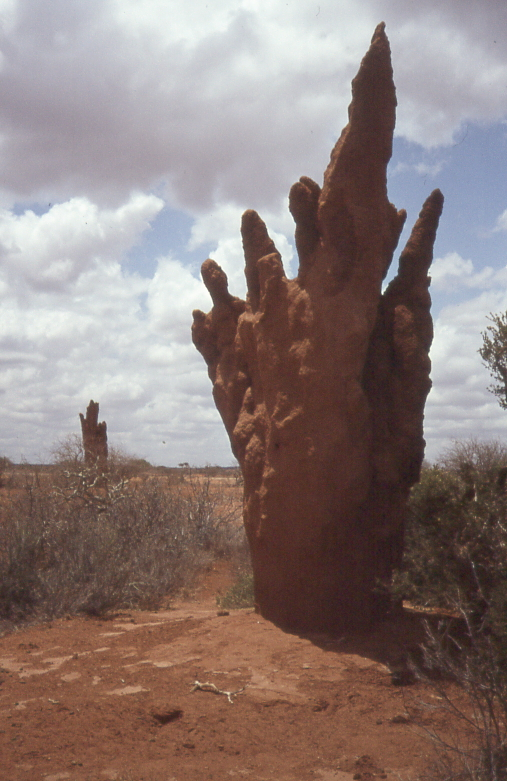
Termitières en Somalie.
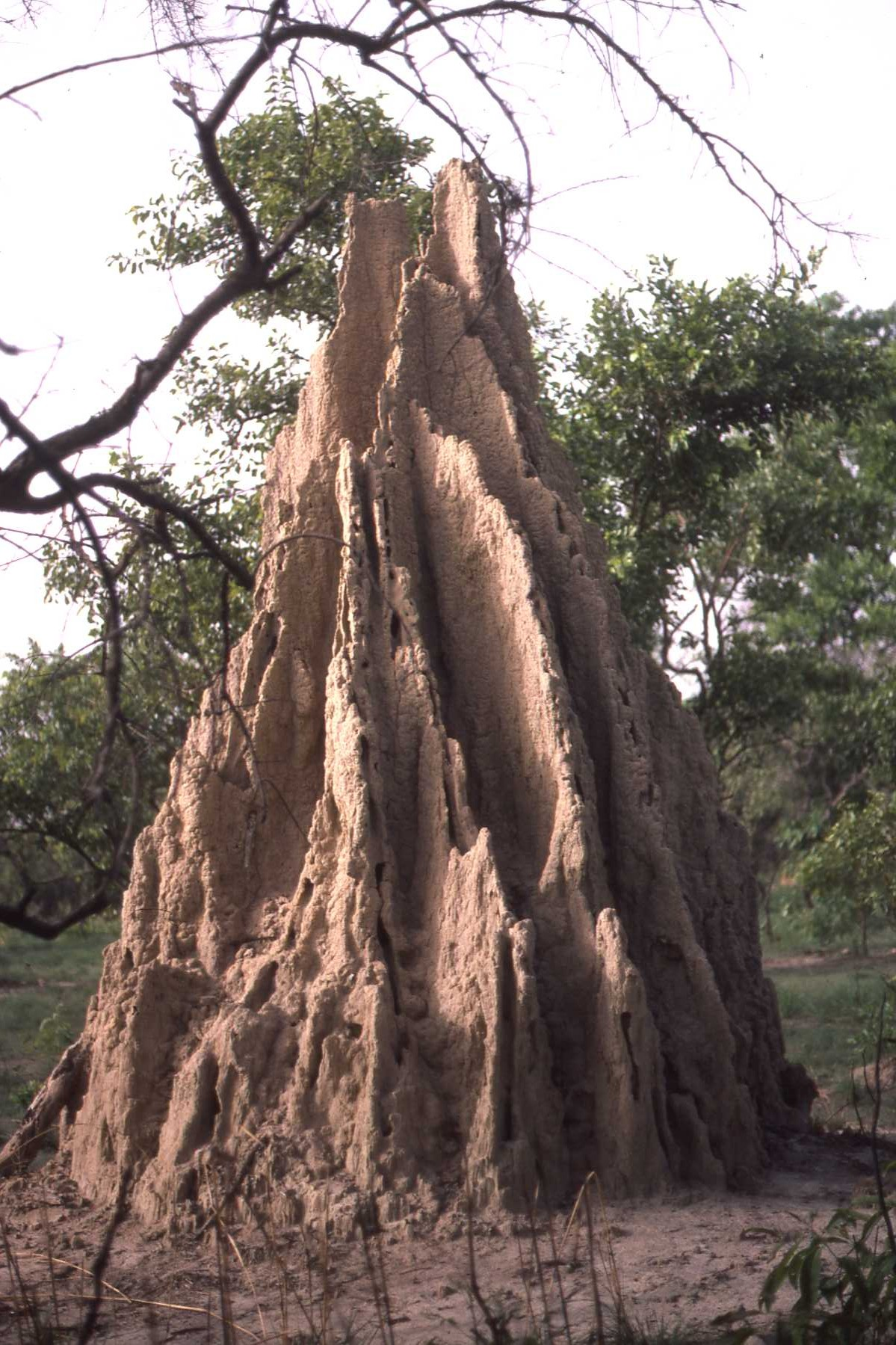
Termitière du nord de la Côte d'Ivoire, dans le département de Boundiali - Korhogo (Région des savanes).
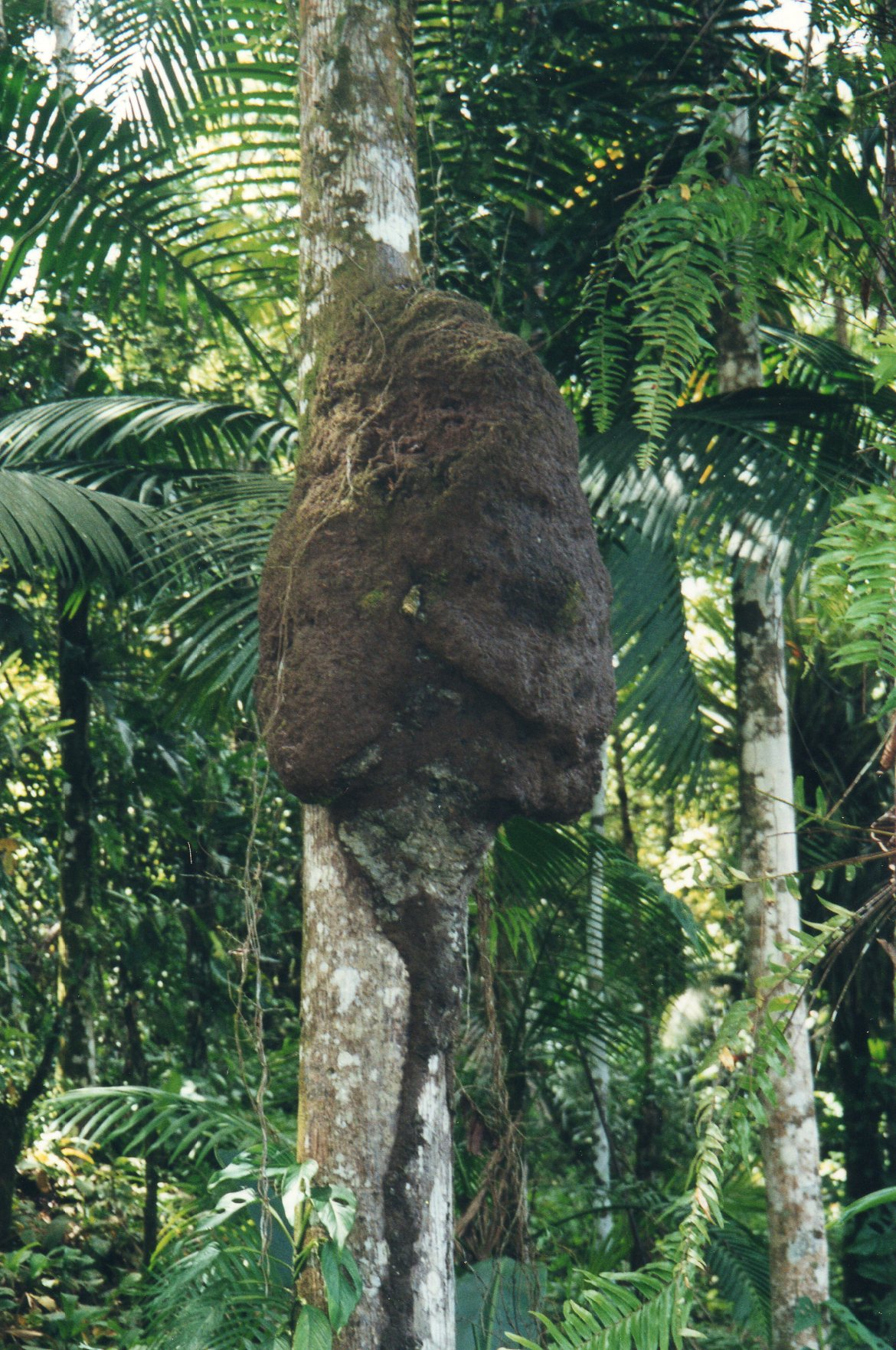
Une termitière arboricole accolée en Guyane.
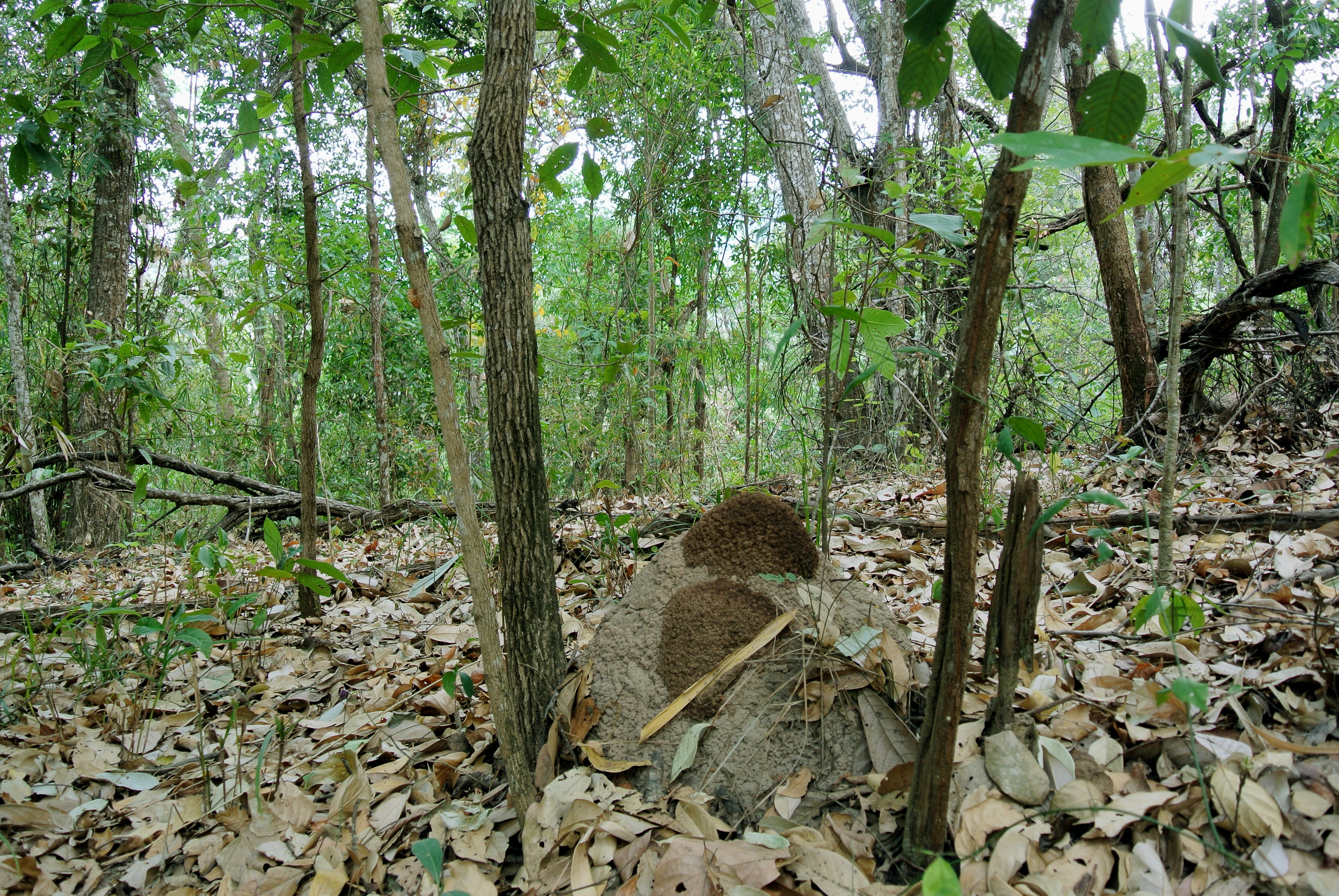
Termitière en Thaïlande.